# گلیس بی
گلیس بی (به انگلیسی: Glace Bay) یک منطقهٔ مسکونی در کانادا است که در نوا اسکوشیا واقع شده‌است. گلیس بی ۳۵٫۱۵ کیلومتر مربع مساحت و ۱۹٬۰۷۶ نفر جمعیت دارد و ۵۶ متر بالاتر از سطح دریا واقع شده‌است.